# 皇后广场 (巴斯)

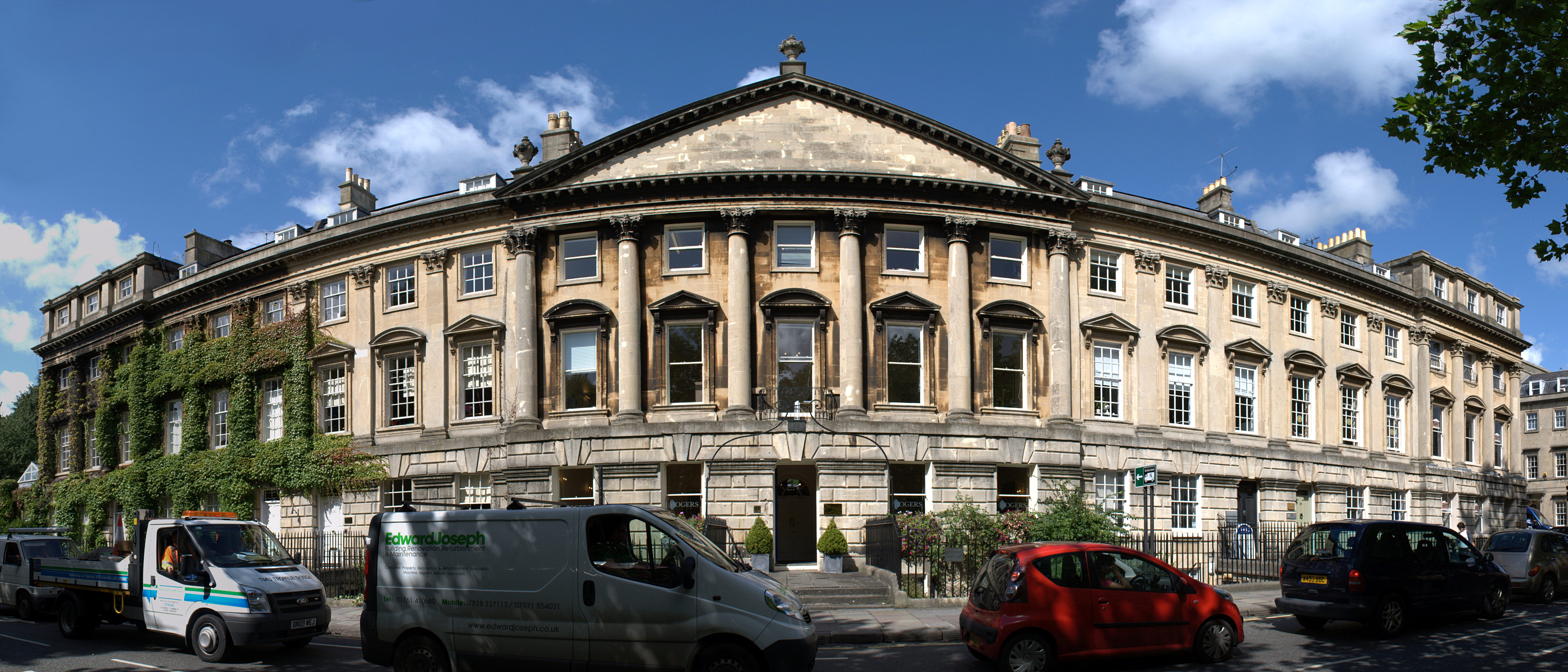
皇后广场北侧

皇后广场（英文：Queen Square）是英國英格兰萨默塞特郡巴斯的一个广场，周围是乔治式建筑，与圆形广场和皇家新月同为巴斯最重要的建筑群之一，周边建筑均被列为一级登录建筑。名稱中的「皇后」指英皇佐治二世的皇后勃蘭登堡-安斯巴赫的卡羅琳。